# Gignese
Gignese est une commune italienne de moins de 1 000 habitants, située dans la province du Verbano-Cusio-Ossola, dans la région Piémont, dans le nord-ouest de l'Italie.

## Monuments et patrimoine

### L'église San Maurizio de Ginese

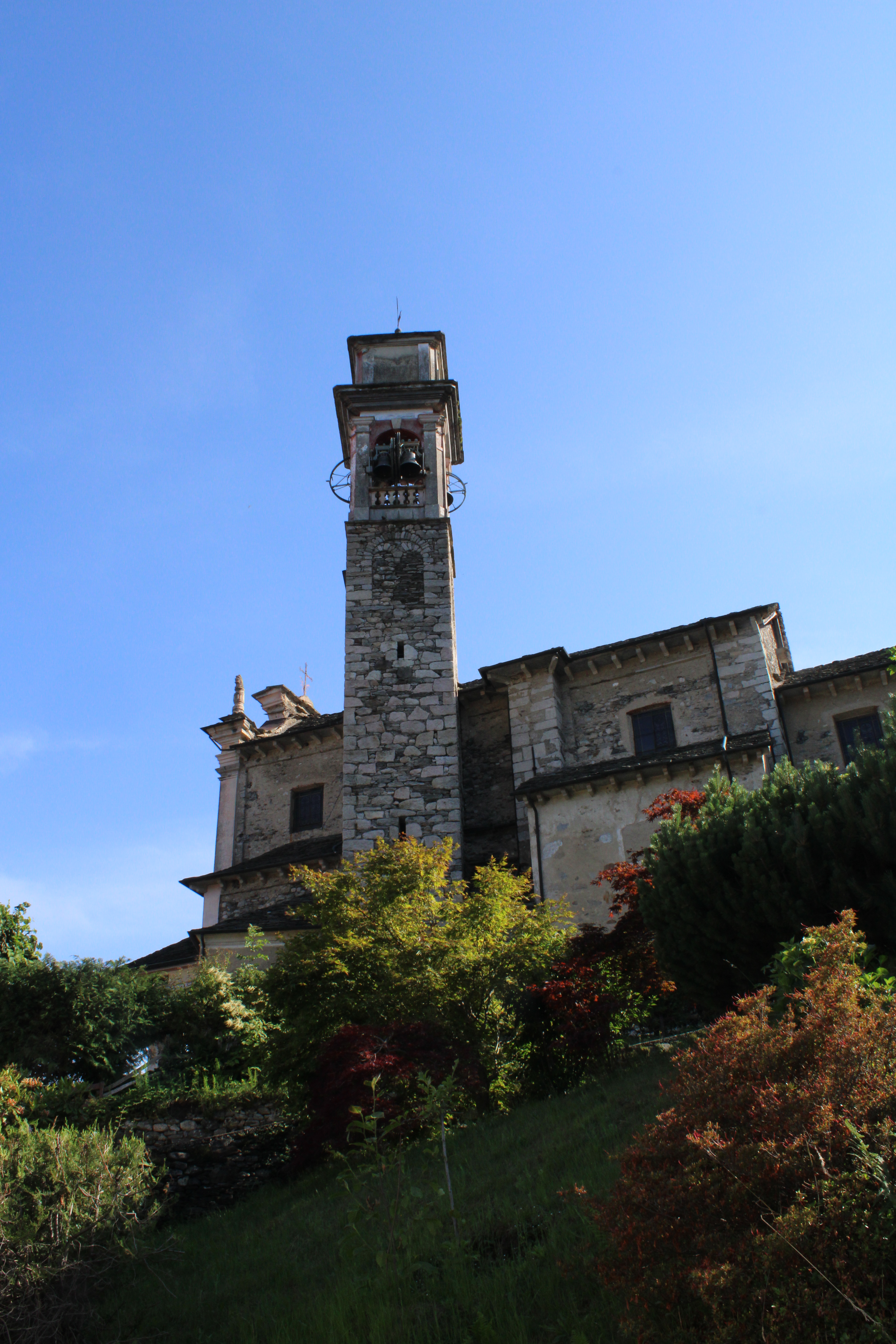
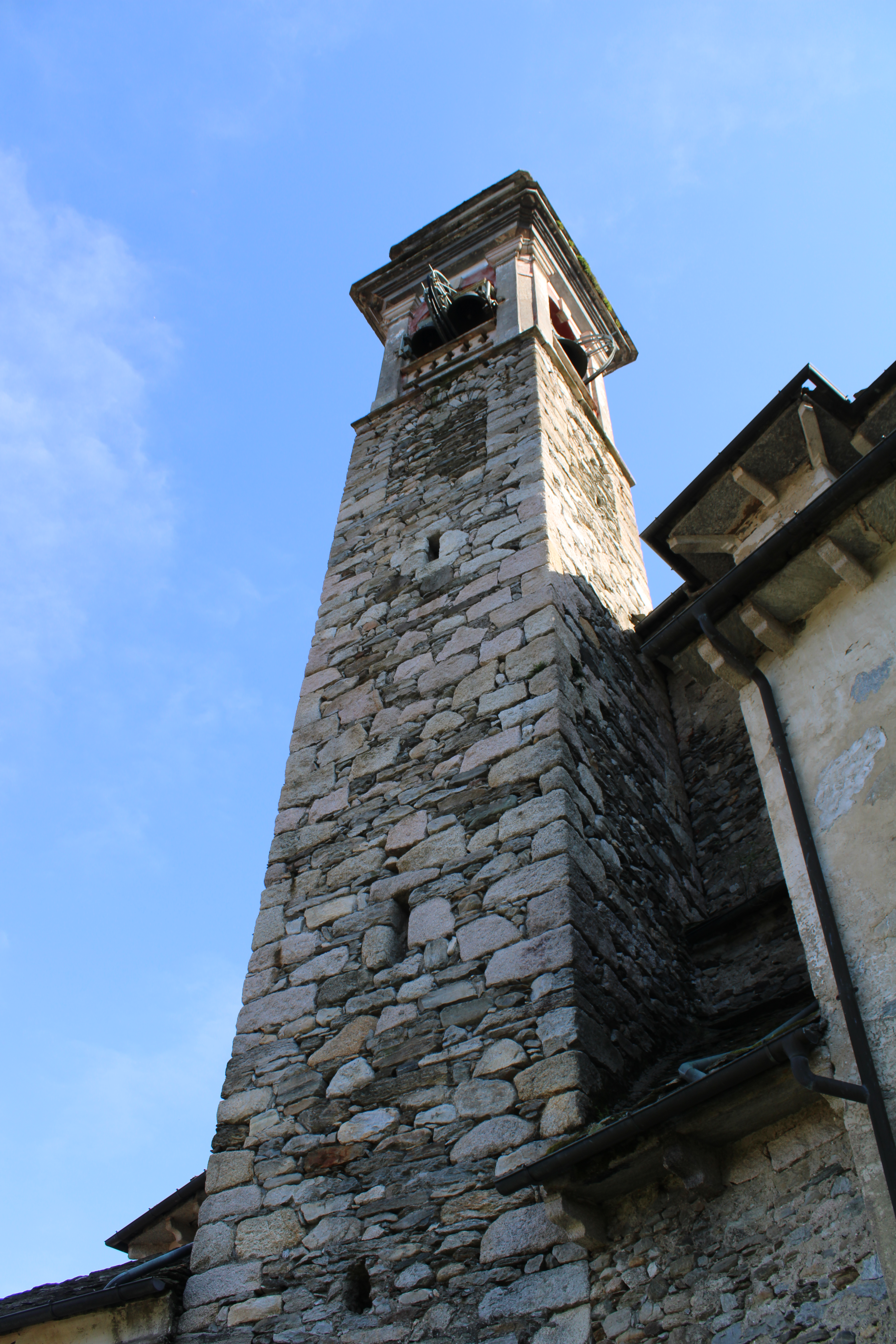
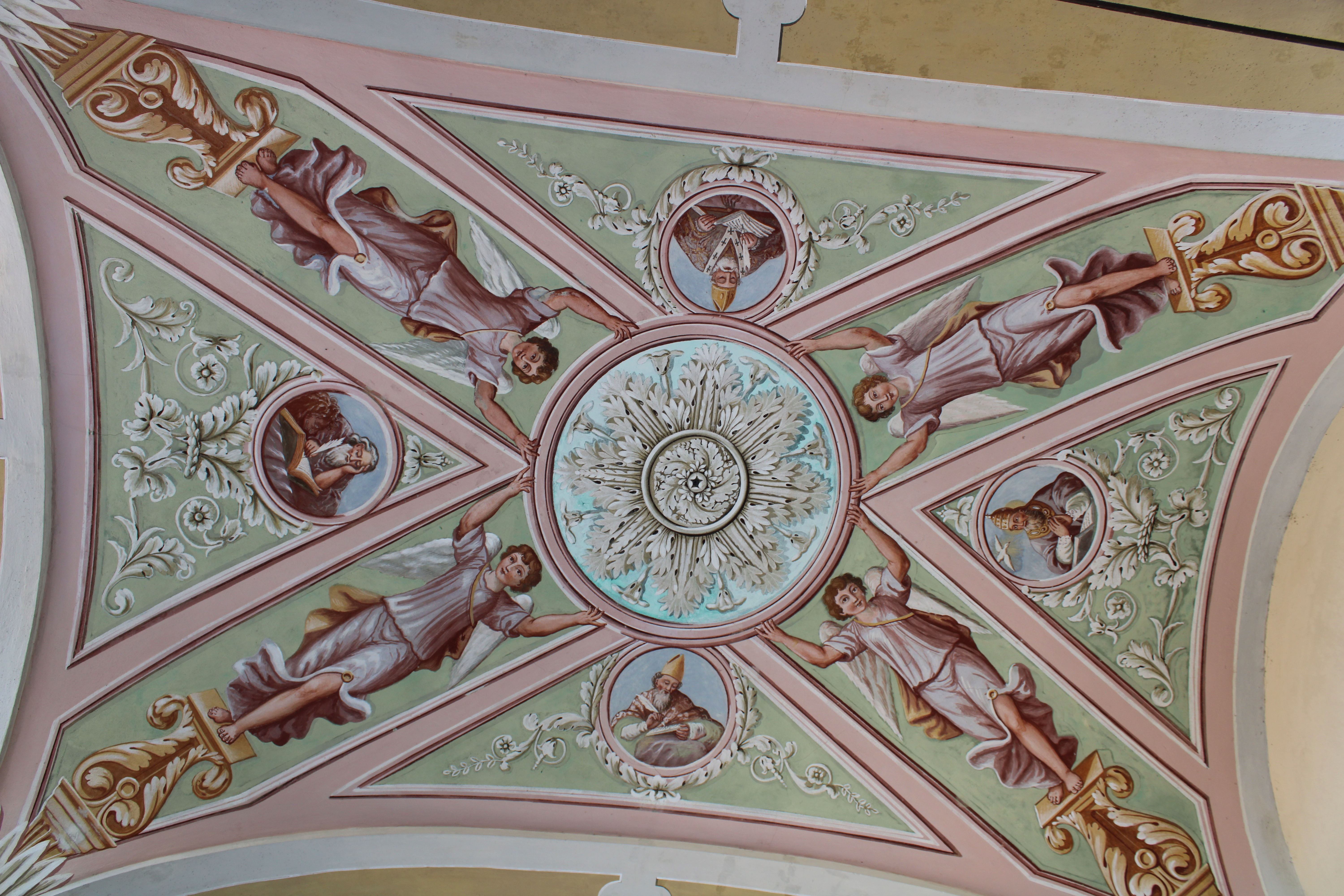
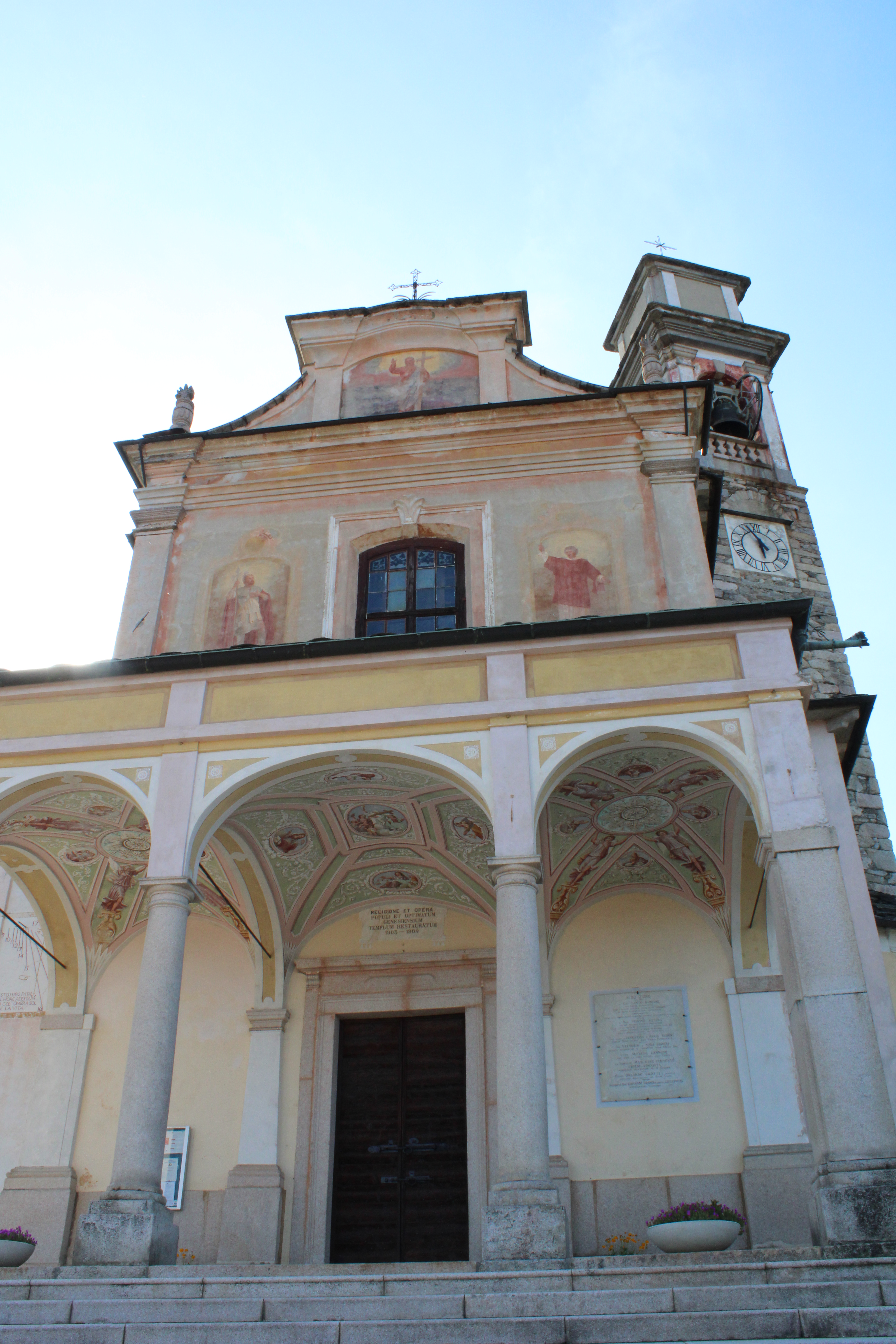
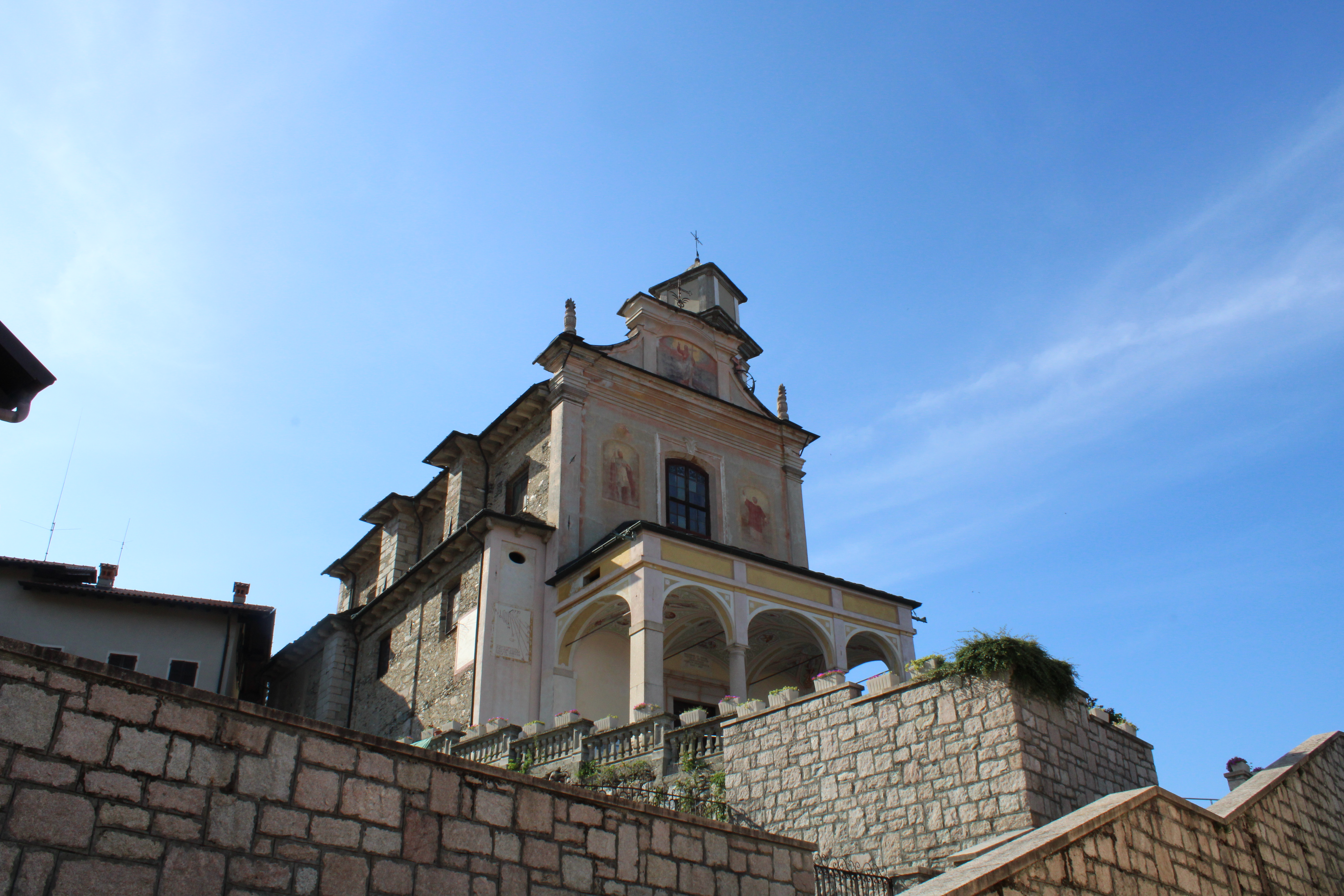
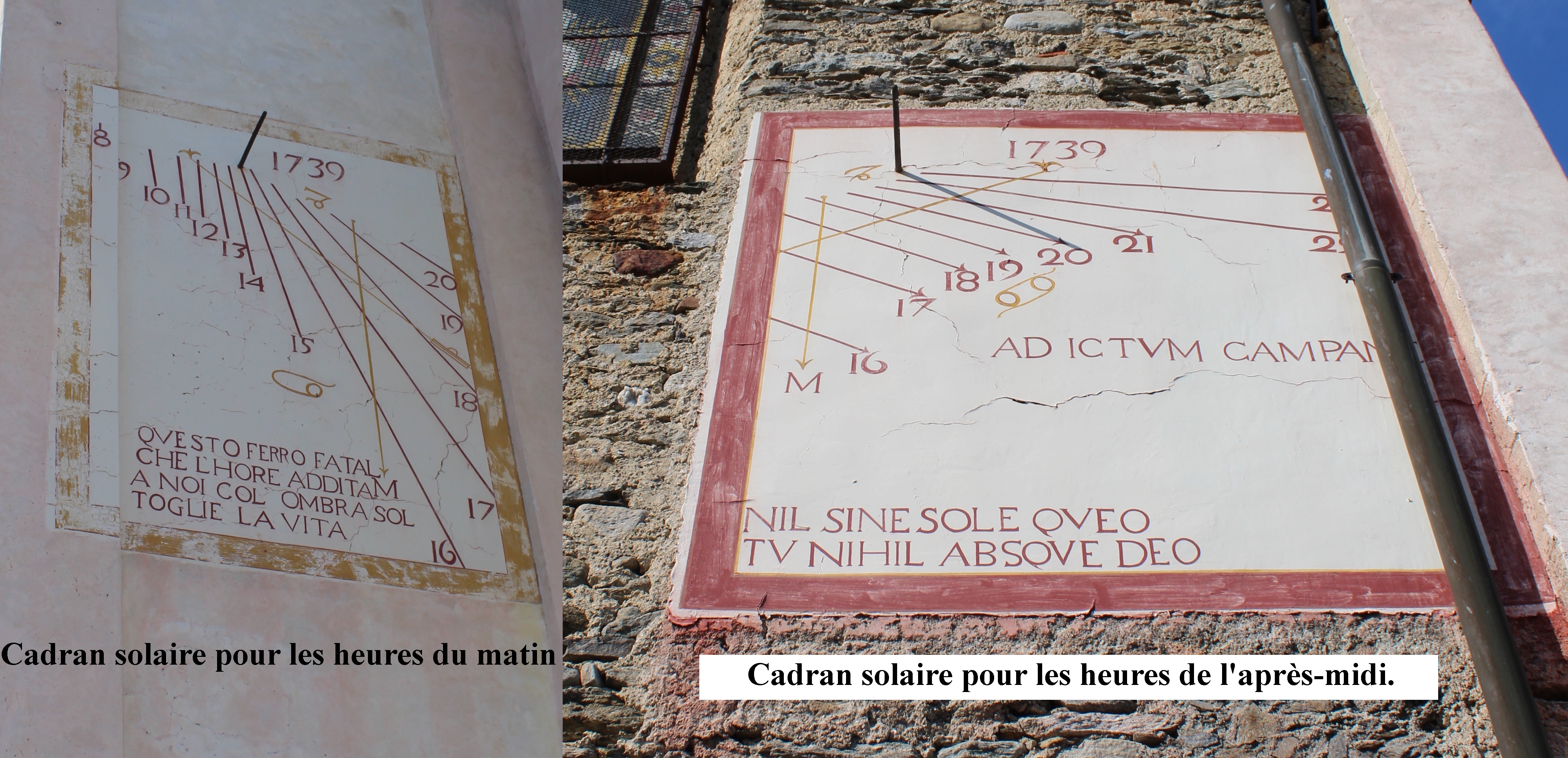
Les deux cadrans solaires de l'église: l'un indique les heures du matin, le second indique les heures de l'après-midi.

## Administration
| Période                                  | Période | Identité | Étiquette | Qualité |
| ---------------------------------------- | ------- | -------- | --------- | ------- |
|                                          |         |          |           |         |
| Les données manquantes sont à compléter. |         |          |           |         |

### Hameaux
Alpino Cignese, Nocco, Vezzo

### Communes limitrophes
Armeno, Brovello-Carpugnino, Omegna, Stresa

## Personnalités liées
- Gianfranco Chiti (1921-2004), général italien prêtre catholique franciscain y est né